# 1969 en architecture
| Années de l'architecture : 1966 - 1967 - 1968 - 1969 - 1970 - 1971 - 1972    |
| Décennies de l'architecture : 1930 - 1940 - 1950 - 1960 - 1970 - 1980 - 1990 |

Cet article présente les faits marquants de l'année 1969 en architecture.

## Réalisations
- Construction du cimetière de la famille Brion à San Vito d'Alvitole en Italie par Carlo Scarpa.
- Construction du 875 North Michigan Avenue à Chicago.
- Construction de la tour de télévision à Berlin-est.
- Construction de la Chase Tower à Chicago.
- Construction de la Bank of America Center à San Francisco.
- Construction de la TD Tower à Toronto.
- Construction de l'hôtel Hilton de Las Vegas.
- Paul and Ella Buerkle House à Stuttgart aux États-Unis.

## Événements
- 8 janvier : début du chantier des musées Hirshhorn et Sculpture Garden situés dans la Smithsonian Institution à Washington.
- 10 décembre : définition du périmètre de la future ville nouvelle de Melun-Sénart.
- Démolition de l'ancienne gare de Paris-Montparnasse à Paris pour permettre une opération immobilière à l'origine de la tour Montparnasse.

## Récompenses
- AIA Gold Medal : William Wilson Wurster.
- Architecture Firm Award : Jones & Emmons.
- RAIA Gold Medal : Robin Boyd.
- Royal Gold Medal : Jack Antonio Coia.
- Équerre d'argent : Jacques et Michel André, Claude Prouvé.

## Naissances
- x

## Décès
- 16 janvier : Welton Becket (° 8 août 1902).
- 11 février : Frederic Joseph DeLongchamps (° 2 juin 1882).
- 5 juillet : Walter Gropius (° 18 mai 1883).
- 17 août : Ludwig Mies van der Rohe (° 27 mars 1886).